# Herbert Vere Evatt
Herbert Vere Evatt (Nova Gales do Sul, 30 de abril de 1894 – Camberra, 2 de novembro de 1965) foi um jurista, político e escritor australiano, que entre outros cargos foi Presidente da Assembleia Geral das Nações Unidas em 1948-1949, sendo colaborador na redação da Declaração Universal dos Direitos Humanos da Organização das Nações Unidas (ONU).